# Amélia Pinto (Politikerin)
Amélia de Jesus Alberto Camunheira Pinto (* 28. Oktober 1973) ist eine angolanische Politikerin der Volksbewegung zur Befreiung Angolas (MPLA), die unter anderem seit 2022 Mitglied der Nationalversammlung ist.

## Leben
Amélia de Jesus Alberto Camunheira Pinto absolvierte ein Studium der Fächer Rechnungswesen und Management, welches sie mit einem Lizenziat (Licenciatura em Contabilidade e Gestão) beendet, und war danach als Buchhalterin und Verwaltungsangestellte tätig. 1999 wurde sie Gemeindesekretärin von Lucira, ein Município und Kommune in der Provinz Namibe. Sie war Sekretärin für Rechtsangelegenheiten des Komitees der Frauenorganisation OMA (Organização da Mulher Angolana) in dieser und wurde 2008 Mitglied des Komitees der Volksbewegung zur Befreiung Angolas MPLA (Movimento Popular de Libertação de Angola) sowie der OMA in der Provinz Namibe. Darüber hinaus gehörte sie zwischen 2008 und 2012 dem Zentralkomitee (ZK) der MPLA als Mitglied an und fungierte zwischen 2020 und 2022 als Administratorin von Bibala, ein Município und Kommune mit rund 50.000 Einwohnern in der Provinz Namibe.
Am 16. September 2022 wurde Amélia Pinto für die nationale Liste der Volksbewegung zur Befreiung Angolas (MPLA (Movimento Popular de Libertação de Angola)) Mitglied der Nationalversammlung (Assembleia Nacional) und ist derzeit Mitglied des Ausschusses für Familie, Kindheit und Soziales.

## Weblink
- Amélia de Jesus Alberto Camunheira Pinto. Nationalversammlung, abgerufen am 18. Mai 2025 (portugiesisch).

| Personendaten    | Personendaten                                                  |
| ---------------- | -------------------------------------------------------------- |
| NAME             | Pinto, Amélia                                                  |
| ALTERNATIVNAMEN  | Pinto, Amélia de Jesus Alberto Camunheira (vollständiger Name) |
| KURZBESCHREIBUNG | angolanische Politikerin (MPLA)                                |
| GEBURTSDATUM     | 28. Oktober 1973                                               |